# Markus Schrenk
Markus Schrenk (* 1974 in Wissen) ist ein deutscher Philosoph und Professor an der Heinrich-Heine-Universität Düsseldorf. Zusammen mit Elke Brendel ist er seit 2023 Präsident der Gesellschaft für Analytische Philosophie. Schrenk ist Initiator von denXte, der interaktiven philosophischen Vortragsreihe der HHU. Das denXte-Team wurde 2022 mit dem Communicator-Preis der DFG und des Stifterverbands ausgezeichnet.

## Werdegang
Schrenk erwarb 2000 seinen Magister Artium in Philosophie, Logik und Physik an der Universität Bonn. Er promovierte 2005 in Oxford mit der Dissertation The Metaphysics of Ceteris Paribus Laws. Von 2004 bis 2007 war Schrenk Lecturer für Philosophie und Junior Research Fellow am Worcester College der Universität Oxford, Postdoktorand (2006–2010) im A.H.R.C. geförderten Metaphysics of Science Project (Nottingham, Bristol und Birmingham) und anschließend Mitglied der DFG-Forschungsgruppe Causation, Laws, Dispositions and Explanation (FOR 1063; 2010 bis 2013 als Postdoc, dann bis 2016 als Principal Investigator). 2011 war Schrenk Professeur associé an der Universität Luxembourg. Seit 2014 ist er Professor für Theoretische Philosophie an der Heinrich-Heine-Universität Düsseldorf (HHU).

## Forschungsschwerpunkte

### Naturgesetze – Better Best System Account (BBSA)
Schrenk verteidigt seit 2006 eine verbesserte Version von David Lewis’ Best System Account (BSA), die später von Jonathan Cohen und Craig Callender „Better Best System Account of Lawhood“ genannt wurde, und argumentiert für die Überlegenheit des BBSA gegenüber rivalisierenden Naturgesetzestheorien (insbesondere für die Spezialwissenschaften).

### Inductive Metaphysics
Seit 2017 ist Schrenk Principal Investigator innerhalb der DFG-Forschungsgruppe Inductive Metaphysics (IM) (FOR 2495). Von 2020 bis 2024 leitete er dort das Project A2.2 Creative Abductive Inference and Its Role for IM: Modelling, Error-Robustness & Grounding Explanations. Die IM-Gruppe argumentiert, dass metaphysische Überzeugungen nicht ausschließlich apriorisch begründet werden können: empirische Quellen sowie abduktive Schlussfolgerungen müssen eine zentrale Rolle spielen.

### Propriozeptive Kunst
Während viele Kunstwerke visuell oder auditiv sind, binden einige Werke den Betrachter auch körperlich ein und provozieren die Körpereigenwahrnehmung. Schrenks Forschungsteam untersucht, ob die Propriozeption als eigener ästhetischer Sinn in Kunstwerken auftreten kann und ob es essenziell propriozeptive Kunst gibt.

### Zwischen Wissenschaft & Kunst
Schrenk ist stellvertretender Herausgeber des Onlinejournals w/k, das sich mit den Schnittstellen zwischen Wissenschaft und Kunst beschäftigt.

## Auszeichnungen
- 2022 Communicator-Preis – Wissenschaftspreis des Stifterverbandes; zusammen mit dem gesamten Team von denXte, der interaktiven philosophischen Veranstaltungsreihe der HHU.
- 2006 De Gruyter (ehem. ontos) Preis der Gesellschaft für analytische Philosophie (GAP) für „eine herausragende Arbeit auf dem Gebiet der analytischen Ontologie/Metaphysik“.[10]
- 2003–2004 Senior Scholarship des Corpus Christi College, Oxford University für „herausragende Promotionsleistungen“.

## Veröffentlichungen
Monografien
- Naturgesetze (mit Siegfried Jaag), De Gruyter, Berlin 2020, ISBN 978-3-11-051678-4.
- Einführung in die Sprachphilosophie (mit Albert Newen) Darmstadt: WBG (2007 (1.), 2013 (2.), erweiterte und verbesserte dritte Auflage: 2019), ISBN 978-3-534-15459-3.
- Metaphysics of Science, Routledge, London & New York 2017, ISBN 978-1-84465-593-9.
- The Metaphysics of Ceteris Paribus Laws, De Gruyter, Berlin 2007, ISBN 978-3-11-032662-8.

Herausgeberschaften (Auswahl)
- Handbuch Metaphysik, Metzler, Stuttgart 2017, ISBN 978-3-476-05365-7.
- Hume. Epistemology and Metaphysics. Special Issue of Logical Analysis and History of Philosophy(Herausgegeben mit Helen Beebee), Mentis Publisher, Paderborn 2010, ISBN 978-3-89785-162-7.

Aufsätze (Auswahl)
- Properties for and of Better Best Systems in Michael T. Hicks, Siegfried Jaag, und Christian Loew (Hrsg.), Humean Laws for Human agents, Oxford: Oxford University Press. doi:10.1093/monist/onx018.
- Propriozeptive Kunst und Ready-Mades (mit Isabelle Keßels) im Mythos-Magazin (Nov. 2022) (PDF).
- Better best systems and the issue of cp-law in Erkenntnis 79 (2014) S. 1787–1799, doi:10.1007/s10670-014-9642-9.
- Is Proprioceptive Art Possible? in Graham Priest and Damon Young (Hrsg.): Anthology on the Philosophy of Martial Arts. Abingdon: Routledge (2014) S. 101–116.
- Interfering with Nomological Necessity in The Philosophical Quarterly 61 (2011) S. 577–597, doi:10.1111/j.1467-9213.2010.686.x.
- The Powerlessness of Necessity in Noûs 44:4 (2010) S. 725–739, doi:10.1111/j.1468-0068.2010.00755.x.
- A Theory for Special Science Laws (2006) in: Helen Bohse, Sven Walter (Hrsg.): Selected Papers Contributed to the Sections of GAP.6. 6th International Congress of the Society for Analytical Philosophy